# Hepatica tarmanni
Hepatica tarmanni är en fjärilsart som beskrevs av Kobes 1983. Hepatica tarmanni ingår i släktet Hepatica och familjen nattflyn. Inga underarter finns listade i Catalogue of Life.